# 向燾

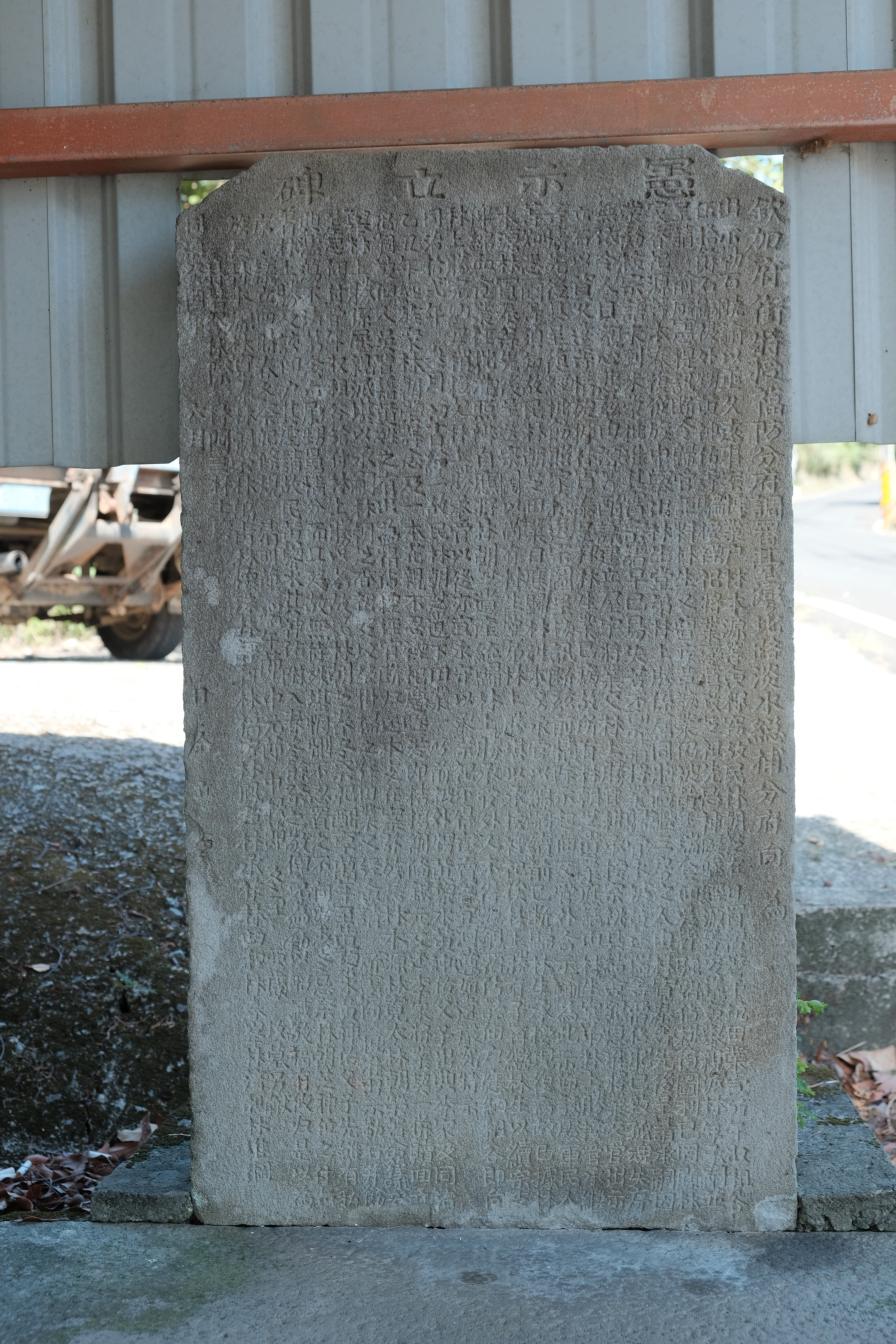
台灣八里憲示立碑 向燾 1873

向熹（？—1878年），字靜安，號靜庵，四川中江人，清朝官員。拔貢出身。

## 生平
向熹於1872年於台灣擔任台灣府淡水撫民同知，又於1877年（光緒3年）奉旨接替孫壽銘擔任台灣府知府。1877年－1878年間，他兩度調署台北府知府。1878年，因疾卒於台北知府任內。